# Liberal Party of New York
Die Liberal Party of New York ist eine politische Partei in New York. Ihr Programm unterstützt eine Standardreihe von sozialliberalen Maßnahmen, einschließlich des Rechts auf Abtreibung, erhöhten Ausgaben für Bildung und universelle Gesundheitsversorgung.

## Geschichte
Die Liberal Party wurde 1944 von George Counts als Alternative zur American Labor Party (ALP) gegründet, die früher als Fahrzeug für Linke, die die Präsidentschaftskandidatur von Franklin D. Roosevelt unterstützten, aber mit der Demokratischen Partei unzufrieden waren, gegründet worden war. Trotz einiger Wahl-Erfolge hatte die ALP einen Schisma, als mehrere bekennende Marxisten und Kommunisten Einfluss in ihrer Organisation gewannen.
Daraufhin gründeten mehrere prominente ALP-Mitglieder die Liberal Party (LP) als linkes, aber explizit antikommunistisches Alternativ. Zu den Gründern der LP gehörten David Dubinsky der International Ladies' Garment Workers' Union, Alex Rose der Hat, Cap and Millinery Workers, Theologe Reinhold Niebuhr und Aktivist Ben Davidson.
In den Wahlen 1944 nominierten sowohl die ALP als auch die LP Roosevelt für das Amt des Präsidenten, aber bis 1948 divergierten die beiden Parteien, wobei die Liberalen Harry S. Truman und die American Labor Party den Progressive Party-Kandidaten Henry Wallace nominierten. Nicht-marxistische ALP-Führer wie Dean Alfange führten einen Auszug zur Liberal Party an.
Bei ihrer Gründung hatte die Liberal Party einen Plan, eine nationale Partei zu werden, mit dem ehemaligen republikanischen Präsidentschaftskandidaten Wendell Willkie als ihrem nationalen Führer und Kandidaten für das Bürgermeisteramt von New York City im Jahr 1945. Willkies unerwarteter Tod später im Jahr 1944 ließ die Liberalen ohne eine wirklich national bekannte Persönlichkeit, um die Partei zu führen.
Die Liberal Party war eine von mehreren Kleinparteien, die eine Rolle spielen, die fast einzigartig für die Politik des Bundesstaates New York ist. Das New Yorker Gesetz erlaubt es, dass ein Kandidat der Kandidat mehrerer Parteien sein kann und die erhaltenen Stimmen auf allen verschiedenen Wahlzettellinien aggregieren kann. Mehrere andere Bundesstaaten erlauben Fusion, aber nur in New York wird es häufig praktiziert. Tatsächlich bedeutet die Mehrfachnominierung, dass der Name eines Kandidaten mehrmals auf dem Stimmzettel erscheinen kann.
Die primäre Wahlstrategie der Liberal Party bestand selten darin, ihre eigenen Kandidaten aufzustellen. Vielmehr befürworteten sie im Allgemeinen die Kandidaten anderer Parteien, die sich mit Schlüsselelementen der LP-Philosophie einverstanden erklärten. Indem sie zustimmende Kandidaten unterstützten und drohten, widersprüchliche Kandidaten nicht zu unterstützen, hoffte die Liberal Party, die Kandidatenauswahl der großen Parteien zu beeinflussen. 
In den 1960er und 1970er Jahren gewann die Liberal Party in New York an Einfluss, insbesondere in der Regierungszeit von Bürgermeister John Lindsay, der als Mitglied der Republikanischen Partei gewählt wurde, aber auch von der Liberal Party unterstützt wurde. Die Liberal Party spielte auch eine wichtige Rolle bei der Wahl von Senator Robert F. Kennedy, der 1964 mit ihrer Unterstützung in den Senat gewählt wurde.
In den 1980er Jahren schwächte sich die Liberal Party jedoch ab und verlor an Einfluss in der New Yorker Politik. Der Niedergang der Partei wurde teilweise auf die Änderung des Wahlrechts in New York zurückgeführt, die es schwieriger machte, Kandidaten auf mehreren Parteilinien zu nominieren. Darüber hinaus führten interne Streitigkeiten und finanzielle Probleme dazu, dass die Partei an Bedeutung verlor.
Trotz des Niedergangs der Partei existiert die Liberal Party of New York bis heute und ist weiterhin als politische Organisation registriert.